# Суперліга (Сербія)
Суперліга Сербії (серб. Суперлига Србије) — вища футбольна ліга у Сербії, заснована у 2006 році. Змагання проводяться під егідою Футбольного союзу Сербії.

## Історія
Виникла у 2006 році після розпаду Сербії і Чорногорії і стала однією з двох правонаступниць чемпіонату Сербії і Чорногорії. 
У перших трьох чемпіонатах дванадцять команд в три кола розігрували звання чемпіона країни. З четвертого розіграшу чемпіонату вже шістнадцять клубів у двоколовому турнірі виявляли чемпіона Сербії. 
У сезоні 2015-16 формат чемпіонату знову змінився. Відтепер він складається з двох етапів.  Кожна з 16 команд грає по 30 матчів, по 15 домашніх та виїзних (перший етап). На другому етапі перша вісімка в одне коло розігрує турнір за медалі, друга вісімка виявляє двох невдах чемпіонату також в одне коло.
У зв'язку з Пандемією COVID-19 у чемпіонаті 2019—20 відбулась перерва з 15 березня по 29 травня 2020 року.
15-й сезон мав незвичний формат, у першості брали участь 20 команд, шість найгірших з яких залишили Суперлігу. З торішнього сезону змагання Суперліга повернулись до звичного формату.

## Спонсори
На серпень 2010 року Суперліга мала 3 головних спонсорів:
- Jelen pivo — генеральний спонсор ліги.
- Nike — виробник офіційного м'яча ліги.
- Western Union — фінансовий партнер.

## Статистика

### Призери
| Сезон   | Чемпіон              | Віце-чемпіон       | Бронзовий призер   | Бомбардир                                                         | Голів |
| ------- | -------------------- | ------------------ | ------------------ | ----------------------------------------------------------------- | ----- |
| 2006–07 | «Црвена Звезда»      | «Партизан»         | «Воєводина»        | Срдан Баняк («Банат»)                                             | 18    |
| 2007–08 | «Партизан»           | «Црвена Звезда»    | «Воєводина»        | Ненад Єстрович («Црвена Звезда»)                                  | 13    |
| 2008–09 | «Партизан» (2)       | «Воєводина»        | «Црвена Звезда»    | Ламін Діарра («Партизан»)                                         | 19    |
| 2009–10 | «Партизан» (3)       | «Црвена Звезда»    | «Белград»          | Драган Мрда («Воєводина»)                                         | 22    |
| 2010–11 | «Партизан» (4)       | «Црвена Звезда»    | «Воєводина»        | Івіца Ілієв «Партизан» Андрія Калуджерович «Црвена Звезда»        | 13    |
| 2011–12 | «Партизан» (5)       | «Црвена Звезда»    | «Воєводина»        | Дарко Спалевич («Раднічкі 1923»)                                  | 19    |
| 2012–13 | «Партизан» (6)       | «Црвена Звезда»    | «Воєводина»        | Мілош Стоянович («Ягодіна»)                                       | 19    |
| 2013–14 | «Црвена Звезда» (2)  | «Партизан»         | «Ягодіна»          | Драган Мрджа («Црвена Звезда»)                                    | 19    |
| 2014–15 | «Партизан» (7)       | «Црвена Звезда»    | «Чукарички»        | Патрік Фрайдей Езе («Младост» (Лучані))                           | 15    |
| 2015–16 | «Црвена Звезда» (3)  | «Партизан»         | «Чукарички»        | Угу Вієйра, Александар Катаї («Црвена Звезда»)                    | 21    |
| 2016–17 | «Партизан» (8)       | «Црвена Звезда»    | «Воєводина»        | Урош Джюрджевич, Леонардо да Сілва Соуза («Партизан»)             | 24    |
| 2017–18 | «Црвена Звезда» (4)  | «Партизан»         | «Раднички» (Ниш)   | Александар Пешич (Црвена Звезда)                                  | 25    |
| 2018–19 | «Црвена Звезда» (5)  | «Раднички»         | «Партизан»         | Нермин Гаскич (Раднички)                                          | 24    |
| 2019–20 | «Црвена Звезда» (6)  | «Партизан»         | «Воєводина»        | Владимир Сіладжі (ТСЦ) Ненад Лукич (ТСЦ) Нікола Петкович («Явор») | 16    |
| 2020–21 | «Црвена Звезда» (7)  | «Партизан»         | «Чукарички»        | Мілан Макарич                                                     | 25    |
| 2021–22 | «Црвена Звезда» (8)  | «Партизан»         | «Чукарички»        | Рікарду Гомеш («Партизан»)                                        | 29    |
| 2022–23 | «Црвена Звезда» (9)  | ТСЦ (Бачка-Топола) | «Чукарички»        | Рікарду Гомеш («Партизан»)                                        | 19    |
| 2023–24 | «Црвена Звезда» (10) | «Партизан»         | ТСЦ (Бачка-Топола) | Матеус Салдана («Партизан») Мілош Лукович (ІМТ)                   | 17    |
| 2024–25 | «Црвена Звезда» (11) | «Партизан»         | «Нові Пазар»       | Шеріф Ндіай («Црвена Звезда»)                                     | 19    |

## Рейтинг УЄФА
Рейтинг Суперліги серед європейських чемпіонатів.